# Lode Backx

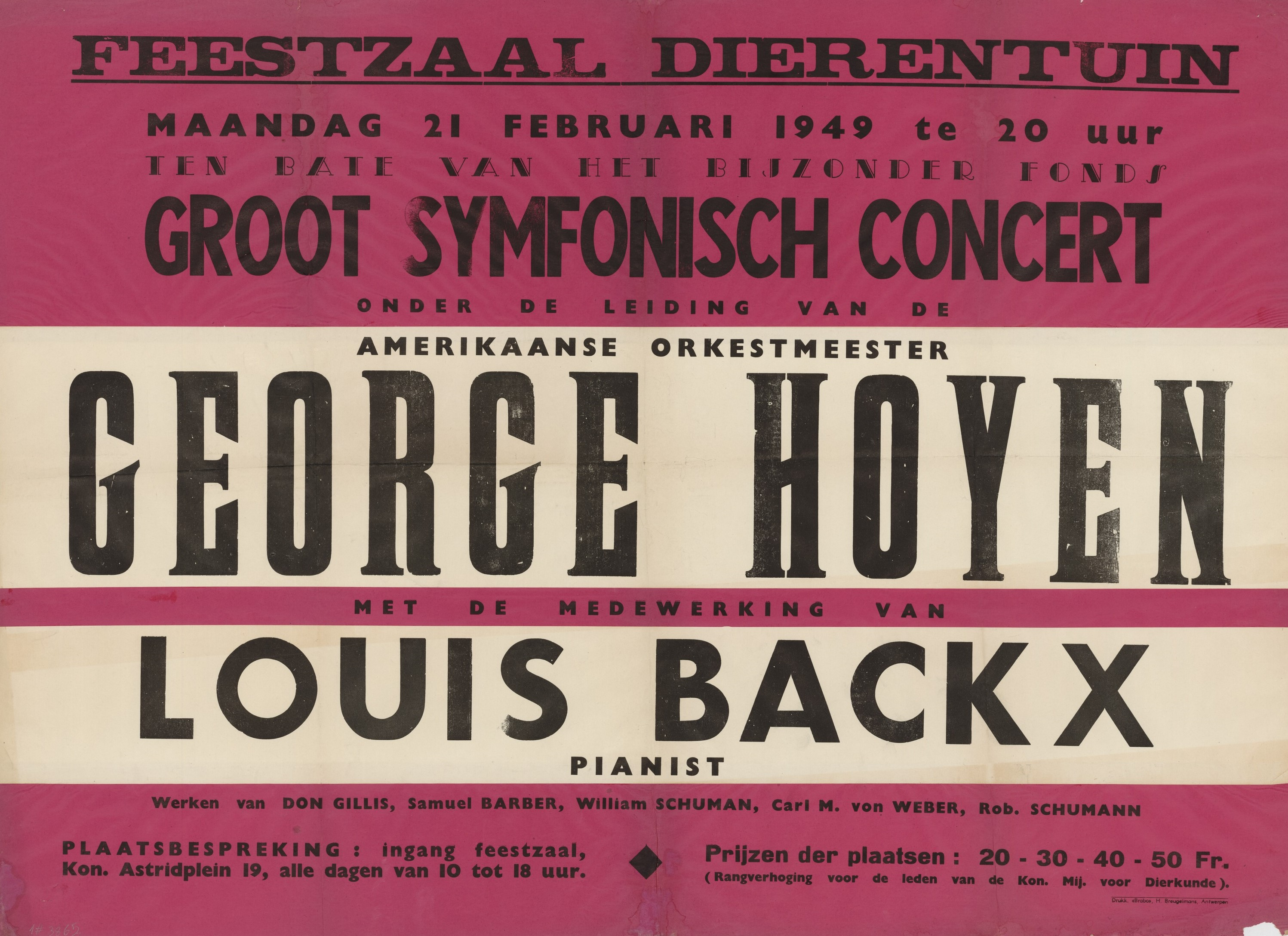
Lode Backx, of Louis Backx, op de affiche ter promotie van het Groot Symfonisch Concert georganiseerd door de Koninklijke Maatschappij voor Dierkunde Antwerpen in 1949.

Lode Backx (Borgerhout, 21 september 1922 – Wilrijk, 13 mei 2010), vaak ook Louis Backx genoemd, was een Belgisch pianist en muziekpedagoog.

## Levensloop

### Opleiding
Lode Backx studeerde aan het Koninklijk Conservatorium Antwerpen. In de klas van Marinus de Jong haalde hij in 1939 op zestienjarige leeftijd met onderscheiding de eerste prijs. Drie jaar later, in 1942, behaalde hij het Hoger Diploma, opnieuw met onderscheiding. Na zijn opleiding aan het Conservatorium vervolmaakte Backx zich bij Robert Van Tomme, zelf discipel van Arthur De Greef, Paul Roës in Parijs, Edwin Fisher in Luzern en Eduardo del Pueyo in Brussel.

### Werk
In 1943 won hij de Nationale Muziekwedstrijd in Brussel en in 1946 de tweede prijs op het Concours de Genève, na Friedrich Gulda. De jury ging in ruzie uit elkaar, omdat sommigen de eerste prijs aan Backx wilden toekennen. In 1947 trad Backx vervolgens op in Engeland, onder meer op in de Royal Albert Hall, met het London Philharmonic Orchestra onder leiding van sir Basil Cameron. Backx kreeg naam als uitstekend vertolker van composities van Bach, Beethoven en Debussy.
Hij werd een veel gevraagd vertolker voor concerten, recitals en kamermuziekuitvoeringen, in België, Nederland, Engeland, Frankrijk, Duitsland, Zwitserland en Italië. Hij concerteerde met grote orkesten, onder de leiding van bekende dirigenten zoals Charles Münch, Roberto Benzi, Jean Martinon, Arthur Fiedler en Franz André. Geruime tijd vormde hij een pianoduo met Frédéric Gevers en vervolgens met Monica Druyts.
Backx trad ook op voor de radio en televisie in onder andere België, Nederland, Duitsland, Frankrijk en Engeland. 
Naast zijn eigen werk als pianist doceerde hij ook piano aan het Koninklijk Conservatorium Antwerpen, aan verschillende muziekacademies en aan de Muziekkapel Koningin Elisabeth in Waterloo. Een van zijn bekendste leerlingen was Jozef De Beenhouwer. Naast zelf piano spelen en doceren was Backx ook jurylid bij verschillende muziekwedstrijden, onder meer bij de Stephan De Jonghe Pianowedstrijd.

### Erkenning
In 1971 werd Lode Backx benoemd tot ridder in de Kroonorde. Hij werd ook onderscheiden door de Franse staat omwille van zijn vele en uitstekende Debussy-uitvoeringen.  